# Chorizanthe palmeri
Chorizanthe palmeri är en slideväxtart som beskrevs av S. Wats.. Chorizanthe palmeri ingår i släktet Chorizanthe och familjen slideväxter. Inga underarter finns listade i Catalogue of Life.